# Jimmy Walker (Fußballspieler, 1973)
James Barry „Jimmy“ Walker (* 9. Juli 1973 in Sutton-in-Ashfield) ist ein ehemaliger englischer Fußballspieler. Der Torwart spielte von 2010 bis 2013 wieder beim FC Walsall, nachdem er dort bereits von 1993 bis 2004 spielte. Von 2004 bis 2010 war er bei West Ham United, Colchester United und Tottenham Hotspur unter Vertrag.